# Hvar
Hvar (čakavsko: Hvor ali For; italijansko: Lesina; latinsko: Pharus; grško: Φάρος/Faros) je srednjedalmatinski otok v Srednjem Jadranu. Leži južno od Brača, od katerega ga loči Hvarski kanal ter severno od Korčule in Pelješca, od katerih ga loči Korčulski in Neretvanski kanal, od otoka Vis na jugozahodu pa Viški kanal. S površino skoraj natanko 300 km² je četrti največji hrvaški otok in drugi največji med otoki Dalmacije. Hkrati je z dolžino 68 km najdaljši otok na Hrvaškem in na Jadranu sploh, širok pa je največ 8 km, torej je izrazito podolgovate oblike, še posebej njegov vzhodni del, na severu pa se z razširitvijo zelo približa sosednjemu Braču. Na jugozahodu Hvara, tik pred mestom Hvar, ležijo Peklenski otoki, južno od njega pa otok Šćedro, od katerega ga loči Šćedranski kanal. S celino ga povezujeta dva trajekta na linijah Split-Stari Grad in na vzhodu otoka Drvenik-Sučuraj, kjer se Hvar močno približa kopnemu (na le ok. 3 km).

## Geografija
Hvar, ki meri 297,3 oz. (po drugi izmeri) 299,6 km², je po turističnem pomenu najbolj znan jadranski otok. Ta sloves dolguje zelo prijetnemu podnebju. Po številu sončnih dni (povprečno sije sonce 2718 ur letno) je na prvem mestu na jadranski obali in med prvimi v Evropi. Spričo barvitosti otoka, pokritega z vinogradi, nasadi oljk in aromatičnimi rastlinami (sivka), očarljivost njegovih naselij s številnimi kulturnozgodovinskimi spomeniki in prijetnimi, po navadi z borovimi gozdički obraslimi plažami, je Hvar eden najbolj atraktivnih otokov na Jadranu. Dolžina obale je izmerjena med 254 in 270 km, kar ga uvršča na drugo mesto med jadranskimi otoki, takoj za Pagom. Najvišja točka na otoku se vpenja 628 m nad morjem.

## Zgodovina
Naseljen je bil že zgodnjem neolitiku, o čemer pričajo številni predmeti (kamnito orodje in orožje, koščene igle in drugo), ki so jih odkrili v otoških jamah, medtem ko ostanki iz ilirska dobe govore o pomembnih naseljih. Po Hvaru je poimenovana tudi hvarska kultura. Grki so v obdobju 386 do 385 pr. n. št. ustanovili dve mesti Faros (današnji Stari Grad) in Dimos (današnji Hvar). Leta 219 pr. n. št. so otok z zmago nad ilirskim vojskovodjem Demetrijem Hvarskim v drugi iliriski vojni zavzeli Rimljani. V 7. stoletju so se pričela na Hvaru naseljevati slovanska plemena, potem pa je otok zamenjal številne gospodarje: Bizantinsko cesarstvo, Beneško republiko, hrvaške kralje, ogrsko-hrvaške kralje, bosanskega kralja Tvrdka I., Hrvoja Vukšića in Dubrovniško republiko. Najdlje mu je vladala Beneška republika  - od leta 1420 do 1797. V času Napoleonove Ilirije je Hvar izmenoma pripadal Avstrijcem, Francozom in Angležem, nato pa od 1813 do 1918 Avstriji.

## Naselja in prebivalstvo
Po popisu prebivalstva iz leta 2021 ima Hvar 10.678 prebivalcev, kar ga uvršča na četrto mesto med hrvaškimi otoki.  
Na otoku Hvar so štiri večja naselja, vsa obalna, od katerih imata dve status mesta (hrv. Grad), dve pa sta le občinski središči: 
- mesto (hrv. Grad) Hvar na zahodu (mestno območje 4000 prebivalcev oz. 3.500 samo mesto Hvar), ki vključuje še naselja: Brusje, Jagodna, Malo Grablje (nenaseljeno), Milna, Sveta Nedjelja, Velo Grablje in Zaraće
- Stari Grad (2800 mestno območje oz. 1900 mesto) na severozahodu ter vključuje še naselja Dol, Rudina Maslinica, Vrbanj,
- občina Jelsa (skupaj 3500 oz. 1750 samo mesto) na severu z naselji Gdinj, Gromin Dolac, Humac (nenaseljen), Ivan Dolac, Pitve, Poljica, Svirče, Vrboska, Vrisnik, Zastražišće in Zavala.
- občina Sućuraj (426 oz. 293) na skrajnem vzhodnem koncu otoka (z naselji Bogomolje in Selca kod Bogomolja), kjer je povezan s kopenskim pristaniščem Drvenik.